# هری جونز
هری جونز (به انگلیسی: Harry Jones) بازیکن فوتبال زادهٔ ۲۴ مه ۱۸۹۱ اهل انگلستان بود که سابقهٔ بازی در تیم ملی فوتبال انگلستان را در کارنامهٔ خود دارد. وی در تاریخ ۱۰ مه ۱۹۲۳ تنها بازی ملی خود را در مقابل تیم ملی فوتبال فرانسه انجام داد.